# Elias Ymer
Elias Ymer (Skara, 10 aprile 1996) è un tennista svedese di origini etiopi.
Ha due fratelli minori: Mikael, che ha anch'egli intrapreso la carriera tennistica e Rafael, nato nel 2006, che ha dichiarato di volere seguire le loro orme.

## Carriera

### Junior
A livello giovanile raggiunge la finale dell'Orange Bowl 2012 e nel gennaio successivo ottiene il suo miglior ranking al quinto posto della classifica mondiale juniores.

### Professionista
Nel 2014 vince cinque tornei del circuito Futures e guadagna oltre cinquecento posizioni nella classifica ATP; inizia a giocare tornei del circuito principale nel 2015. La prima possibilità gli viene concessa a Chennai, grazie a una wild-card, dove elimina Igor Sijsling per poi arrendersi nell'incontro successivo a Gilles Müller.
Fa il suo esordio in una prova del Grande Slam agli Australian Open 2015, supera le qualificazioni senza troppe difficoltà e nel tabellone principale costringe al quinto set il più esperto Soeda prima di arrendersi. Quell'anno supera le qualificazioni per tutti e quattro gli Slam, tuttavia vincerà il primo incontro in un tabellone principale all'Open di Francia 2018.
Il 23 ottobre 2016 vince il suo primo titolo ATP in doppio in coppia con il fratello Mikael Ymer al torneo di Stoccolma, superando in finale Michael Venus e Mate Pavić con un doppio 6-1.

## Statistiche

### Doppio

#### Vittorie (1)
| Legenda doppio       |
| Grande Slam (0)      |
| ATP Finals (0)       |
| ATP Masters 1000 (0) |
| ATP Tour 500 (0)     |
| ATP Tour 250 (1)     |

| N. | Data            | Torneo                    | Superficie  | Compagno    | Avversari in finale      | Punteggio |
| 1. | 23 ottobre 2016 | Stockholm Open, Stoccolma | Cemento (i) | Mikael Ymer | Michael Venus Mate Pavić | 6-1, 6-1  |

### Tornei minori

#### Singolare

##### Vittorie (11)
| Legenda tornei minori |
| Challenger (6)        |
| Futures (5)           |

| N.  | Data             | Torneo                                              | Superficie  | Avversario in finale    | Punteggio        |
| 1.  | 6 aprile 2014    | Egypt F12                                           | Terra rossa | Marko Tepavac           | 6-2, 6-3         |
| 2.  | 13 aprile 2014   | Egypt F13                                           | Terra rossa | Gleb Sakharov           | 7-5, 6-4         |
| 3.  | 10 maggio 2014   | Sweden F2                                           | Terra rossa | Patrik Rosenholm        | 6-3, 4-6, 7-6(6) |
| 4.  | 1º giugno 2014   | Romania F3                                          | Terra rossa | José Hernández          | 3-6, 7-6(6), 7-5 |
| 5.  | 22 giugno 2014   | Netherlands F2                                      | Terra rossa | Jorge Aguilar           | 6-1, 5-7, 6-2    |
| 6.  | 14 giugno 2015   | Città di Caltanissetta, Caltanissetta               | Terra rossa | Bjorn Fratangelo        | 6-3, 6-2         |
| 7.  | 17 aprile 2016   | Open Barletta, Barletta                             | Terra rossa | Adam Pavlásek           | 7-5, 6-4         |
| 8.  | 20 agosto 2017   | Internazionali del Friuli Venezia Giulia, Cordenons | Terra rossa | Roberto Carballés Baena | 6-2, 6-3         |
| 9.  | 12 novembre 2017 | Internationaux de Vendée, Mouilleron-le-Captif      | Cemento (i) | Yannick Maden           | 7-5, 6-4         |
| 10. | 11 novembre 2018 | Internationaux de Vendée, Mouilleron-le-Captif      | Cemento (i) | Yannick Maden           | 6-3, 7-6(5)      |
| 11. | 24 novembre 2018 | Pune Challenger, Pune                               | Cemento     | Prajnesh Gunneswaran    | 6-2, 7-5         |

##### Finali perse (5)
| Legenda tornei minori |
| Challenger (4)        |
| Futures (1)           |

| N.  | Data              | Torneo                           | Superficie  | Avversario in finale | Punteggio        |
| 1.  | 29 settembre 2013 | Sweden F6, Falun                 | Cemento (i) | Adrien Bossel        | 2-6, 6-4, 1-6    |
| 2.  | 16 giugno 2019    | Open de Lyon Challenger, Lione   | Terra rossa | Corentin Moutet      | 4-6, 4-6         |
| 3.  | 13 giugno 2021    | Open de Lyon Challenger, Lione   | Terra rossa | Pablo Cuevas         | 2-6, 2-6         |
| 4.  | 19 giugno 2022    | Emilia-Romagna Tennis Cup, Parma | Terra rossa | Borna Ćorić          | 6(4)-7, 0-6      |
| 5.  | 19 maggio 2024    | Oeiras Challenger II             | Terra rossa | Jaime Faria          | 6-3, 6(3)-7, 4-6 |
| 10. | 8 febbraio 2025   | Chennai Open Challenger, Chennai | Cemento     | Kyrian Jacquet       | 6(1)-7, 4-6      |

#### Doppio

##### Finali perse (1)
| Legenda tornei minori |
| Challenger (1)        |

| N. | Data           | Torneo                | Superficie  | Compagno      | Avversari in finale          | Punteggio               |
| 1. | 26 luglio 2014 | Tampere Open, Tampere | Terra rossa | Anton Zaitcev | Ruben Gonzales Sean Thornley | 7-6(5), 6(10)-7, [8-10] |